# Passion Rules the Game
«Passion Rules the Game» es una canción de la banda alemana de hard rock y heavy metal Scorpions, publicada como sencillo en 1989 por los sellos Harvest/EMI y Mercury Records e incluida como la tercera pista del álbum Savage Amusement (1988). Escrita por el vocalista Klaus Meine y el baterista Herman Rarebell, es una pista que mezcla hard rock y glam metal y, desde la filosofía de Rarebell, trata de «ponerle pasión a las cosas para que resulten». Salió al mercado en distintos formatos de almacenamiento e ingresó en algunas listas musicales europeas. Para promocionarlo, se grabó un videoclip en un concierto dado en el Kansas Coliseum de Wichita (Kansas), en el marco de la gira Savage Amusement Tour (1988-1989).

## Composición y grabación
La letra la escribieron el vocalista Klaus Meine y el baterista Herman Rarebell, mientras que la música la compuso este último por medio de la batería. Él la consideró como su composición «favorita de todos los tiempos», pues posee un toque funky, La letra, desde la filosofía de Rarebell, trata de «ponerle pasión a las cosas para que resulten». El crítico canadiense Martin Popoff estimó que es una de las típicas canciones comerciales de la banda y tiene un aire de hair metal. De acuerdo con la partitura publicada en Musicnotes por Alfred Publishing Co. Inc, el tema está compuesto en la tonalidad de la menor. Al igual que las demás canciones que integran Savage Amusement, su grabación se realizó en los estudios Dierks en Colonia (Alemania) entre 1987 y 1988.

## Lanzamiento y video musical
«Passion Rules the Game» salió a la venta como sencillo el 20 de febrero de 1989 por los sellos Harvest/EMI para Europa y por Mercury Records para los Estados Unidos. La canción «Every Minute Every Day», también de Savage Amusement, ocupó el lado B tanto del vinilo de 7" como el de 12". Por su parte, en las ediciones sencillo en CD como en el maxisencillo la lista de canciones estaba integrada por la versión normal y una editada de «Passion Rules the Game», «Every Minute Every Day» y «Is There Anybody There?». Por su parte, en noviembre de 1988 se grabó con cinco cámaras un videoclip en una presentación en vivo en el recinto Kansas Coliseum de Wichita (Kansas), bajo la dirección de Jeff Zimmerman.

## Lista de canciones
| Vinilo de 7" |                          |                 |          |  |
| N.º          | Título                   | Escritor(es)    | Duración |  |
| 1.           | «Passion Rules the Game» | Meine, Rarebell | 3:58     |  |
| 2.           | «Every Minute Every Day» | Schenker, Meine | 4:21     |  |

| Vinilo de 12" |                                              |                 |          |  |
| N.º           | Título                                       | Escritor(es)    | Duración |  |
| 1.            | «Passion Rules the Game» (versión extendida) | Meine, Rarebell | 5:18     |  |
| 2.            | «Every Minute Every Day»                     | Schenker, Meine | 4:21     |  |

| Maxisencillo y sencillo en CD |                                              |                           |          |  |
| N.º                           | Título                                       | Escritor(es)              | Duración |  |
| 1.                            | «Passion Rules the Game»                     | Meine, Rarebell           | 4:01     |  |
| 2.                            | «Every Minute Every Day»                     | Schenker, Meine           | 4:21     |  |
| 3.                            | «Is There Anybody There?»                    | Schenker, Meine, Rarebell | 3:55     |  |
| 4.                            | «Passion Rules the Game» (versión extendida) | Meine, Rarebell           | 5:19     |  |

## Posicionamiento en listas
| País        | Lista                   | Posición |
| ----------- | ----------------------- | -------- |
| Finlandia   | Suomen virallinen lista | 28       |
| Francia     | French Singles Chart    | 5        |
| Reino Unido | UK Singles Chart        | 74       |

## Músicos
- Klaus Meine: voz
- Rudolf Schenker: guitarra rítmica
- Matthias Jabs: guitarra líder
- Francis Buchholz: bajo
- Herman Rarebell: batería